# Templo de fuego de Rayy
El Templo de Fuego de Rayy (también Tape Mil en persa: تپه میل‎  o  en persa: آتشکده ری‎, Templo de Fuego de Bahram en persa: آتشکده بهرام‎) es uno de los lugares religiosos históricos ubicados en la ciudad de Rayy, Irán, que se ha mantenido desde el Imperio Sasánida. Lleva el nombre del Rey Bahram V.

## Localización geográfica
El templo se encuentra a unos 12 kilómetros al sureste de la ciudad de Rayy hacia Varamin, se ubica en la cima de una amplia colina en la ciudad de Ghalenou. En el lugar se encuentran los restos de un palacio o un templo de fuego, lugar de adoración de los zoroastrianos, que se conoce como Mil Tape "colina del pilar", y está construido sobre dos grandes cimientos. Se le da el nombre de Mil Tape porque la estructura se ve como un Mil desde la distancia: Mil (persa : میل) es una palabra en idioma persa, que en arquitectura se refiere a un edificio especial estrecho y alto que era común en tiempos antiguos.
Se puede acceder al templo por la histórica villa de Gale No.

## Arquitectura
No existe un consenso entre los historiadores sobre la fecha de construcción del templo, pero se inscribió en la lista de Obras Nacionales de Irán con fecha de 1334.
La dirección del edificio es este y oeste, y anteriormente había un "pórtico" iwán (persa : ایوان) con cuatro columnas circulares en el frente este. Una parte del templo del fuego fue destruida durante el ataque de Alejandro Magno a Irán, y solo una parte del chahartaq "cuatro arcos" y la hermosa estructura de este templo de fuego permanecieron en forma de dos pilares.

## Excavaciones y renovación
Por primera vez en el año de 1913, el francés Jacques de Morgan restauró este templo del fuego y las estructuras circundantes. Este edificio fue explorado y excavado nuevamente en 1933 por el arqueólogo estadounidense Eric Schmidt, y recientemente Firouzeh Shibani de Irán siguió los trabajos de excavación.